# Maya Stange
Maya Stange (ur. 1973 w Perth) – australijska aktorka telewizyjna i filmowa.

## Życie i kariera
Uczęszczała do szkoły John Curtin Performing Arts High School w Perth..
Filmowa kariera Mayi Stange rozpoczęła się już w 1983 roku. Zadebiutowała na dużym ekranie małą rolą w komedii romantycznej Krok w dorosłość, grając u boku Russella Crowe. W roku 1999 zagrała główną rolę w dramacie Dziki ląd - zagrała młodą studentkę antropologii zakochaną w swoim wykładowcy - za tę rolę otrzymała nominację do nagrody przyznawanej przez Australijską Akademię Filmową.
W roku 2002 zagrała główną rolę - partnerując Markowi Ruffalo, w popularnym romansie XX/XY. W tym samym roku, za rolę Kate w filmie Garażowe dni,ponownie otrzymała nominację do nagrody AFI/AACTA tym razem dla najlepszej aktorki drugoplanowej.
Ponadto znana jest z ról w popularnych serialach telewizyjnych, m.in. w: Policjanci z Mt. Thomas, Cena życia czy Młode lwy.

## Filmografia
Filmy 
- 1993: Krok w dorosłość, (Love in Limbo) jako Ivy Riddle
- 1998: Head On jako Janet
- 1999: Dziki ląd, (In a Savage Land) jako Evelyn Spence
- 1999: Secret Men's Business jako Emma
- 2002: XX/XY jako Sam
- 2002: Garażowe dni, (Garage Days) jako Kate
- 2006: Filthy Gorgeous jako Shannon
- 2010: Zła miłość, (Wicked Love: The Maria Korp Story) jako Tania Herman
- 2010: Po napisach końcowych, (After the Credits) jako stewardesa
- 2012: Złoty przekręt (The Great Mint Swindle) jako Sheryl Mickelberg; film TV
- 2013: Adore jako pracownik
- 2013: Galore jako Carrie
- 2015: Pod powierzchnią, (Drown) jako kobieta, która utonęła

 Seriale 
- 1995: Halifax f.p. - 1 odcinek, jako Lisa Onslow
- 1995: Policjanci z Mt. Thomas - 1 odcinek, jako Kerry Mitchell
- 1998: Cena życia - 1 odcinek, jako Emily Watson
- 1998: Good Guys Bad Guys, - 1 odcinek, jako Orange
- 1999: Secret Men's Business - 1 odcinek, jako Emma
- 2000: Casualty - 2 odcinki, jako Katie
- 2002: Młode lwy - 6 odcinków, jako Sophia Rinaldi
- 2007: Tożsamość szpiega - 1 odcinek, jako Gillian Walsh
- 2012: Tricky Business - 2 odcinki, jako Frankie Chalmers
- 2013: Redfern Now - 1 odcinek, jako Susie

## Nagrody i nominacje
- nominacja – Australijska Akademia Sztuk Filmowych i Telewizyjnych AFI/AACTA 1999 - za: Najlepsza aktorka, za film Dziki ląd,
- Nominacja - Australijska Akademia Sztuk Filmowych i Telewizyjnych AFI/AACTA 2002 - za: Najlepsza aktorka drugoplanowa, za film Garażowe dni.[3].